# Vance Brand
Pour les articles homonymes, voir Brand.
Vance DeVoe Brand est un pilote d'essai, ingénieur et astronaute américain né le 9 mai 1931. Il a été pilote de la mission Apollo-Soyouz, première mission conjointe entre les États-Unis et l'URSS en 1975. Par la suite, il a commandé trois missions de navette spatiale.

## Biographie

### Jeunesse et éducation
Brand est né le 9 mai 1931 à Longmont, Colorado. Il est le fils de Rudolph William et de Donna Mae Brand. Durant son enfance, il est scout. Brand obtint son diplôme au Longmont High School en 1949 et à l'Université du Colorado à Boulder, il obtint une spécialisation en affaires en 1953 et une autre en ingénierie aéronautique en 1960.
Brand est marié à Beverly Ann Whitnel et a deux filles et quatre fils: Susan Nancy (née le 30 avril 1954), Stephanie Brand Lowery (née le 6 août 1955), Patrick Richard (né le 22 mars 1958), Kevin Stephen (né le 1er décembre 1963), Erik Ryan (le 11 mai 1981) et Dane Vance (né le 1er octobre 1985). Il réside actuellement avec sa femme à Tehachapi, en Californie .

### Carrière militaire
Brand était officier et aviateur de la marine du United States Marine Corps de 1953 à 1957.
Il avait notamment été affecté à une mission au Japon de 15 mois au Japon en tant que pilote d'avion de chasse. Après sa libération du service actif, Brand a poursuivi son service dans les escadrons de chasseurs à réaction de la Réserve de la marine américaine et de la Garde nationale aérienne jusqu'en 1966.

### Carrière à la NASA

#### Vols réalisés
Sélectionné en avril 1966 dans le 5e groupe d'astronautes de la NASA, Brand a été, en 1971, la doublure d'Alfred Worden (pilote du module de commande sur le vol Apollo 15) puis, en 1973, celle d'Alan Bean et de Gerald Carr, commandants des missions Skylab 3 et Skylab 4.
Vance Brand avait tout d'abord été prévu pour voler sur la mission Apollo 18, finalement annulée par la NASA.
Il réalisa 4 vols, dont 3 sur les navettes spatiales américaines.
- 15 juillet 1975, il est le pilote du module de commande (CSM) pour la mission Apollo-Soyouz.

Il sera commandant sur les trois vols suivants :
- 11 novembre 1982, vol Columbia (STS-5)
- 3 février 1984, vol Challenger (STS-41-B)
- 2 décembre 1990, vol Columbia (STS-35)

## Hommages
Sa ville natale lui dédie l’aérodrome municipal qui porte son nom : le Vance Brand Municipal Airport (ou Vance Brand Airport (en)).